# Dolores Duran
Dolores Duran, (Rio de Janeiro, 1930. június 7. – Rio de Janeiro, 1959. október 24.) brazil énekesnő, dalszerző.

## Pályafutása
Dolores Durant tízéves korában, egy televíziós zenei verseny során fedezték fel, (a házigazda Ary Barroso volt). Énekesként és színésznőként kezdte  pályafutását a rádióban és a televízióban. Az 1940-es évek végén vette fel a Dolores Duran művésznevet. Rio de Janeiro különböző éjszakai klubjaiban kezdett fellépni. Sikerei felfigyelt rá a Radio Nacional, a kor leghíresebb rádiója, és különféle adásokban való részvételre hívta meg. Az 1950-es évek elején csatlakozott a neves Hotel Glória művészeihez.
Dolores Duran sok dalt írt a Música Popular Brasileira (MPR) számára, olyan zeneszerzőkkel együttműködve, mint például Antônio Carlos Jobim és Chico Anysio. Leghíresebb dalai az „Estrada do Sol”, az „Ideias Erradas”, a „Minha Toada”, az „A Noite do Meu Bem”, a „Castigo” és az „Olha o Tempo Passando” voltak.
Uruguayban, a Szovjetunióban, Kínában és Franciaországban is fellépett.
Dolores Duran gyerekkorában akut reumás láz áldozata volt, amitől a szívbeteg lett. Huszonöt évesen szívrohamot kapott. Elhanyagolta a kezelést és továbbra is nagy mennyiségben fogyasztott cigarettát és alkoholt. Huszonkilenc éves korában meghalt egy szívrohamban, amelyet bizonyára életmódja is okozhatott.

## Albumok
- Dolores Viaja (1955)
- Dolores Duran Canta para Você Dançar (1957)
- Dolores Duran Canta para Você Dançar Nº 2 (1958)
- Este Norte É Minha Sorte (1959)
- Entre Amigos (2009)

## Dalok
- Don't Ever Go Away (Por Causa de Você)
- Estrada do Sol
- Se É Por Falta de Adeus
- Fim de Caso
- A Noite do Meu Bem
- Solidão
- Ternura Antiga
- Castigo
- Pela Rua
- Idéias Erradas
- Quem Sou Eu
- Se Eu Tiver
- Dolores Duran: „Tião” (1957)